# Отличница
«Отличница» — российский восьмисерийный детективный сериал 2017 года режиссёра Оксаны Карас.
Премьера многосерийного фильма состоялась с 25 по 28 сентября 2017 года на «Первом канале».

## Сюжет
Ленинград, 1958 год. Выпускница юрфака ЛГУ, дочь известного адвоката Мария Крапивина приходит на работу в Ленинградский УГРО. В первый же день во время допроса задержанного преступника по кличке Буфет, члена дерзкой банды, ограбившей комиссионный магазин, он говорит ей, что в отделе есть предатель.

Все представления Маши Крапивиной, главной героини картины, — о себе, о жизни, о дружбе, о любви, о смерти, о своей семье, о профессии — к финалу меняются необратимо. Мы видим, что она стала совершенно другим человеком. И тоже вместе с ней прощаемся со своими иллюзиями и что-то важное узнаем о себе.
— режиссёр сериала Оксана Карас
Стихотворение «про калошу», которое в детстве главной героине читала мама, и автора которого она постоянно пытается вспомнить — стихотворение «Калоша» Осипа Мандельштама, написанное поэтом в 1926 году в Ленинграде, где он жил у брата на 8-й линии Васильевского острова; напечатано в том же году в сборнике стихов для детей «Шары».

## Съёмки
Режиссёр сериала Оксана Карас в качестве референса «Отличницы» назвала фильм «Мне двадцать лет» Марлена Хуциева.
Съёмки сериала проходили в Санкт-Петербурге: трамвай ходит по маршруту «Площадь Репина у Калинкина моста — Площадь Тургенева», часть съемок велась в корпусе химического факультета Политеха и на Литераторских мостках Волковского кладбища.
Прототип начальницы отдела Паулины Мартыновны Иваненок — Паулина Ивановна Онушонок — начальник 11-го отделения милиции г. Ленинграда в 1930-е годы, первая женщина — начальник отделения милиции, известная тем, что за несколько месяцев покончила со знаменитой лиговской преступностью. Информацию о ней создатели фильма нашли в музее милиции.
Все сцены сняты одним кадром (иногда по 10-11 дублей), несмотря на то, что некоторые сцены длятся около пяти минут, при этом оператор Сергей Мачильский отработал 60 смен, он же провёл цветокоррекцию отснятого материала в стиле старых раскрашенных фотографий.

Режиссёр явно не боится экспериментов — сериал снят долгими планами с ручной камеры, к которым требуется привыкнуть.— кинокритик Игорь Карев, Газета.ру
«Отличница» — первый сериал Карас, который она сняла полностью, а не работая над отдельными эпизодами — до этого в 2008 году она была одним из режиссёров сериала «Братья детективы», а в 2013-м сняла несколько серий «Пропавших без вести».

## Показ
Премьерный показ в виде сокращённой двухчасовой версии состоялся 25 апреля 2017 года на 5-м национальном фестивале кинодебютов «Движение» в Омске — фильм открывал фестиваль.
Премьера на телевидении состоялась 25 сентября 2017 года на Первом канале в прайм-тайм после программы «Время».

## Критика и отзывы
«Отличница» снята в необычной для ретро-кино технике. Создатели фильма придумывали мир главной героини таким образом, чтобы зритель следил за историей её глазами. Потому камера свободно следует за персонажами по всем пространствам. Все сцены в сериале сняты одним кадром.— Артур Чачелов, шеф-редактор сайта журнала «Бюллетень кинопрокатчика»

«Отличница» — добротный сентиментальный детектив с хорошими актёрскими работами и умело выстроенной интригой. Наверняка после показа в эфире Первого канала известность Оксаны Карас увеличится. Что будет вполне справедливо. Немало слов сказано о том, что в российском кино практически нет середины, только многомиллионные коммерческие залепухи и высоколобый артхаус. Карас как раз та самая середина, режиссёр зрительского кино с авторским почерком.— Александр Нечаев, «Российская газета» .

«Отличница» смотрится так же легко, как «Хороший мальчик», а похожа она на странный, но работающий гибрид романтической трагикомедии «Питер-ФМ» и криминальной драмы «Бандитский Петербург». Послевоенный Ленинград здесь превращается в пространство городского фэнтези — и даже молодёжного квеста.— Егор Москвитин, «Meduza»

«Отличница» с первых кадров окунает зрителя в атмосферу послевоенных лет, за что стоит сказать отдельное спасибо волшебной камере оператора Сергея Мачильского. Вместе с режиссёром он решился на красивый, но довольно сложный шаг, и большинство сцен в сериале снято одним планом, что в этом жанре как-то не очень практикуется… Очаровывает и цветовое и световое решение. Актёры фантастично органичны в этом слепке эпохи, дыхание которой так здорово удалось перенести на экран. Картинка живёт — не за счет старых стен и костюмов, но благодаря постоянной и точной работе первого и второго плана.— Александр Фолин, шеф-редактор русскоязычной версии журнала «The Hollywood Reporter»
Отмечалось сходство с фильмом «Место встречи изменить нельзя» — «только вместо фронтовика Шарапова служить в милицию приходит симпатичная девушка-криминалист».

## Съемочная группа
- Автор сценария: Дмитрий Новоселов
- Оператор-постановщик: Сергей Мачильский
- Композитор: Филипп Чернов
- Художник-постановщик: Владимир Южаков
- Художник по костюмам: Марк Ли
- Художник по гриму: Ирина Илларионова
- Режиссёр монтажа: Константин Мазур
- Постановщик трюков: Александр Уваров
- Звукорежиссёр: Иван Рипс
- Режиссёр: Вадим Кауров
- Кастинг: Наталия Титова
- Продюсер постпродакшн: Яна Гергель
- Исполнительный продюсер: Мария Пирумова
- Линейный продюсер: Владимир Петренко
- Продюсеры: Алексей Моисеев, Олег Пиганов, Юлия Разумовская
- Режиссёр-постановщик: Оксана Карас

## В ролях
| Актёр             | Роль                                                             |
| ----------------- | ---------------------------------------------------------------- |
| Яна Гладких       | лейтенант милиции Мария Крапивина криминалист                    |
| Таисия Вилкова    | портниха Гутя (Августа Митус) подруга Маши                       |
| Юлия Ауг          | полковник милиции Паулина Мартыновна Иванёнок                    |
| Никита Ефремов    | капитан милиции Олег Шведов                                      |
| Александр Яценко  | капитан милиции Игорь Петров                                     |
| Дмитрий Лысенков  | лейтенант милиции Сергей Найдёнов                                |
| Виталий Коваленко | лейтенант милиции Иван Осипов                                    |
| Игорь Скляр       | адвокат Лука Андреевич Крапивин отец Маши                        |
| Елена Руфанова    | Екатерина Михайловна Крапивина мать Маши                         |
| Мартиньш Вилсонс  | профессор искусствоведения Карл Густав Когоут \ Нильс фон Хольст |
| Владимир Мишуков  | Борис Николаевич Тасов («Буфет») \ Алексей Николаевич Чебатурин  |
| Михаил Елисеев    | уголовник «Король»                                               |
| Андрей Некрасов   | уголовник «Гусар»                                                |
| Валерий Кухарешин | закройщик Эйгенсон                                               |
| Кристина Кузьмина | Виолетта                                                         |
| Евгений Филатов   | завхоз ОВД                                                       |
| Елена Коренева    | Вера Николаевна Шведова мать Олега                               |
| Михаил Самочко    | Мешков                                                           |
| Игорь Головин     | портье гостиницы «Аврора»                                        |

## Статьи и публикации
- Александр Нечаев. Хорошая девочка // Российская газета. — 2017. — 26 апреля (№ 90).
- Сусанна Альперина — Первый канал покажет «Отличницу» Оксаны Карас // Российская газета (федеральный выпуск) № 7380 (214) за 21 сентября 2017 года
- Игорь Карев — Предатель на полставки. Первый канал начинает показ сериала «Отличница» // Газета.ру, 25 сентября 2017
- Егор Арефьев — Плачет девочка с автоматом. Почему сериал «Отличница» не стоит пропускать, как большинство мыльных опер про милицию 60-х // Комсомольская правда, 25 сентября 2017

## Внешние медиафайлы
- Яна Гладких и Таисия Вилкова. Вечерний Ургант. 25 сентября 2017.  15:50 мин. Первый канал. {{cite episode}}: Неизвестный параметр |city= игнорируется (|location= предлагается) (справка)